# Remigio dei Girolami
Remigio dei Girolami, italijanski teolog, * 1235, † 1319.